# Zaczarowane Wzgórza
Zaczarowane Wzgórza – niewielki fragment Wzgórz Trzebnickich położony we wschodniej ich części na południe od miejscowości Taczów Mały i biegnących w kierunku miejscowości Pierwoszów. Obejmuje on wzniesienia i wzgórza oraz na ich części przecinające je wąwozy lessowe. W opiniach dotyczących tego obszaru, szczególnie w zakresie tej części gdzie występują wspominane wąwozy, pojawiają się wypowiedzi dotyczące stosunkowo dużych walorów przyrodniczych szczególnie w zakresie roślinności, unikatowym charakterze wąwozów, mimo otoczenia podlegającego silnym wpływom działalności człowieka, a także wskazuje się na ich małe rozpropagowanie pod względem turystycznym.

## Położenie
Zaczarowane Wzgórza położone są w obrębie Wzgórz Trzebnickich, będących mezoregionem o identyfikatorze 318.44 (według regionalizacji fizycznogeograficznej opracowanej przez Jerzego Kondrackiego), należących do Wału Trzebnickiego (makroregion o indeksie 318.4). W ramach tych Wzgórz Trzebnickich wyróżnia się także mikroregion obejmujący Zaczarowane Wzgórza – Grzbiet Trzebnicki (indeks 318.444). Na południe od tych wzniesień rozpościera się Równina Oleśnicka.
Pod względem podziału administracyjnego są one położone w Gminie Trzebnica, powiecie trzebnickim, województwie dolnośląskim (zobacz: podział administracyjny województwa dolnośląskiego). Punkt główny pasma leży w obrębie ewidencyjnym wsi Taczów Mały, na południe od tej miejscowości. Wzniesienia rozciągają się od miejscowości Pierwoszów, jej części o nazwie Miłocin, do miejscowości Głuchów Górny. Na południowy wschód od wzniesień leżą Wąwozy Lessowe, na północy-zachód Brochocińska Góra.

## Charakterystyka
Wysokość bezwzględna najwyższej położonych wierzchołków wzniesień sięga około 220 m n.p.m.. Wzgórza pokryte są użytkami rolnymi (pola i łąki) oraz niewielkimi lasami i zadrzewieniami śródpolnymi. Szczególnie w części zachodniej znajdują się wąwozy lessowe i to właśnie ta część jest najbardziej zalesiona. Jednym z nich jest wąwóz długości około 800 m biegnący przez las, którego dnem prowadzi droga gruntowa z Taczowa Małego do Pierwoszowa. Także w tym obszarze po stronie zachodniej przepływa potok o nazwie Jagodnica, będący lewostronnym dopływem potoku Ława. Wspomniany wąwóz rozpoczyna się za mostem na potoku Jagodnica.
Zaczarowane Wzgórza zbudowane są utworów morenowych, w tym żwiry i glina. Występują także utwory starszego pochodzenia. Są to głównie trzeciorzędowe iły i piaski. Utwory te są silnie sfałdowane i pomieszane. Tak utworzona morena czołowa stanowi podłoże pokryte zostały osadami eolicznymi. Obejmują one lessy i inne osady lessopodone. Ponieważ taki materiał cechuje duża podatność na erozje, w tym wymywanie, powstały tu w ich zakresie wąwozy, o niemal pionowych ścianach. Maksymalne deniwelacje dochodzą do około 10-15 m. Wąwozy te charakteryzują stosunkowo wąskie gardziele o stromych zboczach w środkowych odcinkach i łagodnych przy końcach. Część płytszych wąwozów swoją charakterystyką przypomina już parowy.
W opiniach dotyczących tego obszaru, szczególnie w zakresie tej części gdzie występują wspominane wąwozy, pojawiają się wypowiedzi dotyczące stosunkowo dużych walorów przyrodniczych szczególnie w zakresie roślinności, unikatowym charakterze wąwozów, ich malowniczości, mimo otoczenia podlegającego silnym wpływom działalności człowieka, a także wskazuje się na ich małe rozpropagowanie pod względem turystycznym. Podkreśla się stosunkowo dużą różnorodność szaty roślinnej i występowanie w okolicy podlegających ochronie gatunkowej roślin oraz zwierząt. Proponuje się utworzenie użytku ekologicznego w zakresie terenu obejmującego opisane wąwozy – proponowany użytek ekologiczny „Wąwóz Lessowy pod Taczowem”. Lasy podlegają Nadleśnictwu Oborniki Śląskie, oddział leśny 511 a, d. W ramach obszaru tych wzgórz postuluje się także utworzenie innych użytków ekologicznych takich jak proponowany użytek ekologiczny „Łęg w Taczowie”, czy proponowany użytek ekologiczny „Goździkowa Górka”.
Na południowym wschodzie przecina je droga nr 1365D z Głuchowa Górnego do Pierwoszowa. Natomiast po stronie zachodniej wzgórz biegnie linia kolejowa z Wrocławia do Trzebnicy. Jest to linia kolejowa nr 326.

## Nazwa
Nazwa własna – Zaczarowane Wzgórza – jest nazwą niestandaryzowaną, gdyż została ustalona i ujęta w państwowym rejestrze nazw geograficznych na podstawie wywiadu terenowego. Odnosi się do ukształtowania terenu określonego jako wzgórza, wzniesienia. W rejestrze tym przypisano jej identyfikator: PRNG – 235777, identyfikator IIP – PL.PZGiK.320.NGRP.235777. Podaje on następujące współrzędne geograficzne punktu głównego Zaczarowanych Wzgórz: szerokość geograficzna – 51°15'54" N, długość geograficzna – 17°06'36" E. Nazwa ta została ujęta w rejestrze 18.05.2015 r..